# Antoine Bourseiller
Antoine Bourseiller (8 de julio de 1930-21 de mayo de 2013) fue un actor y director teatral y de ópera de nacionalidad francesa.

## Biografía
Nacido en París, Francia, Antoine Bourseiller es un nombre indisociable de la historia del teatro francés y de la descentralización teatral de su país. Destacó por su colaboración con artistas como Brigitte Bardot, Danièle Delorme, María Casares, Suzanne Flon, Gérard Philipe, Jean-Louis Barrault, Jean-Luc Godard, Samuel Beckett, Günter Grass o Michel Simon.
En 1960, con Mélissa, ganó el Concurso de las Jóvenes Compañías. Desde 1960 a 2005 fue director en varios teatros, entre ellos el Teatro de los Campos Elíseos (1960-1963), el Théâtre de Poche Montparnasse (1964-1966), el Centre dramatique du Sud-Est (1967-1975, con base en Aix-en-Provence y más adelante en Marsella), el Théâtre Récamier (1975-1978), el Théâtre de Orléans (1980-1982), la Ópera Nacional de Lorraine (1982-1996), Les Soirées d’Été de Gordes (1994-2000) y el Théâtre de Tarascón (2002-2005).
Casado con la actriz Chantal Darget, fue suegro de la actriz, escritora y periodista Christophe Bourseiller, y padre de la torera Marie Sara y de la diseñadora cinematográfica de vestuario Rosalie Varda.
Antoine Bourseiller falleció en 2013, a los 82 años de edad, en Arlés, Francia .

## Teatro

### Actor
- 1956 : Le Miroir, de Armand Salacrou, escenografía de Henri Rollan, Théâtre des Ambassadeurs
- 1959 : Les Amants, de Octave Mirbeau, escenografía de Antoine Bourseiller, Théâtre de Carcassonne
- 1961 : La gaviota, de Antón Chéjov, escenografía de Sacha Pitoëff, Théâtre Moderne
- 1962 : Chemises de nuit, de Eugène Ionesco, François Billetdoux y Jean Vauthier, escenografía de Antoine Bourseiller, Teatro de los Campos Elíseos
- 1963 : Le Vicaire, de Rolf Hochhuth, escenografía de François Darbon, Théâtre de l'Athénée
- 1971 : El misántropo, de Molière, escenografía de Antoine Bourseiller, Théâtre du Gymnase de Marsella, Teatro del Odéon
- 1974 : Cesare 1950, de Jean-Pierre Bisson, escenografía del autor, Festival de Aviñón
- 1975 : Cesare 1950, de Jean-Pierre Bisson, escenografía del autor, Teatro de Niza
- 1979 : Rue du théâtre, de Régis Santon, escenografía de Marie-France Santon, Festival de Aviñón
- 2002 : La celebración, de Thomas Vinterberg, escenografía de Daniel Benoin, Teatro Nacional de Niza
- 2003 : La celebración, de Thomas Vinterberg, escenografía de Daniel Benoin, Théâtre du Rond-Point
- 2004 : La celebración, de Thomas Vinterberg, escenografía de Daniel Benoin, Teatro Nacional de Niza, La Criée

### Director
- 1956 : Deux Interludes : Saint Elie de Gueuce y Catherine Aulnaie, de Patrice de La Tour du Pin, Poche Montparnasse
- 1958 : La Marianne, de François L'Hermite, Théâtre du Tertre
- 1959 : Angèle, de Alexandre Dumas, Théâtre de la Gaîté-Montparnasse
- 1959 : La señorita Julia, de August Strindberg, Teatro de Carcassonne
- 1959 : Les Amants, de Octave Mirbeau, Teatro de Carcassonne
- 1960 : Les Amants, de Octave Mirbeau, Teatro de los Campos Elíseos
- 1960 : Melissa, de Nikos Kazantzakis, Teatro de la Alliance française
- 1960 : Comme tu me veux, de Luigi Pirandello, Teatro de los Campos Elíseos
- 1960 : La Mort d’Agrippine veuve de Germanicus, de Cyrano de Bergerac, Teatro de los Campos Elíseos
- 1960 : Rodogune, de Pierre Corneille, Théâtre Sarah Bernhardt
- 1961 : Va donc chez Törpe, de François Billetdoux, Teatro de los Campos Elíseos
- 1961 : Le Médium, de Gian Carlo Menotti, Ópera de Marsella
- 1961 : El zoo de cristal, de Tennessee Williams, Théâtre des Célestins
- 1962 : Axël, de Auguste Villiers de L'Isle-Adam, Teatro de los Campos Elíseos
- 1962 : Délire à deux, de Eugène Ionesco, Teatro de los Campos Elíseos
- 1962 : Chemises de nuit, de Eugène Ionesco, François Billetdoux y Jean Vauthier, Teatro de los Campos Elíseos
- 1962 : Dans la jungle des villes, de Bertolt Brecht, Teatro de los Campos Elíseos
- 1963 : Les Parachutistes, de Jean Cau, Teatro de los Campos Elíseos
- 1963 : Foudroyé, de Antoine Bourseiller, Teatro de los Campos Elíseos
- 1965 : Amérique, de Max Brod a partir de Franz Kafka, Teatro del Odéon
- 1965 : Lettres portugaises, Poche Montparnasse
- 1965 : Victimes du devoir, de Eugène Ionesco, Poche Montparnasse
- 1965 : L'Esclave, de Amiri Baraka, Poche Montparnasse
- 1965 : Le Métro fantôme, de Amiri Baraka, Poche Montparnasse
- 1966 : Bertrand, Strip-tease y En pleine mer, de Sławomir Mrożek, Poche Montparnasse
- 1966 : À Memphis il y a un homme d'une force prodigieuse, de Jean Audureau, Festival du Marais, Hôtel de Béthune-Sully
- 1966 : Leçons de français pour Américains, La Jeune Fille à marier y Au pied du mur, de Eugène Ionesco, Poche Montparnasse
- 1967 : Don Juan, de Molière, Comédie-Française
- 1967 : Silence, l'arbre remue encore, de François Billetdoux, Festival de Aviñón
- 1967 : La Baye, de Philippe Adrien, Festival de Aviñón, Théâtre de Chaillot
- 1967 : Crénom, a partir de Charles Baudelaire y Eugène Ionesco
- 1967 : L'objet fait le moine, de Eugène Ionesco
- 1968 : America Hurrah, de Jean-Claude Van Itallie y Bernard Giquel
- 1969 : El balcón, de Jean Genet, Théâtre du Gymnase de Marsella
- 1970 : Jean Harlow contre Billy the Kid, de Michael McClure, adaptación de Roland Dubillard, Poche Montparnasse
- 1970 : Oh ! America !, de Antoine Bourseiller, Théâtre du Gymnase de Marsella
- 1971 : El misántropo, de Molière, Théâtre du Gymnase de Marsella y Teatro del Odéon
- 1971 : Los bandidos, de Friedrich von Schiller, Théâtre du Gymnase de Marsella
- 1972 : Les Veufs, de Bernard Mazeas, Théâtre du Gymnase de Marsella
- 1973 : Onirocri, de Antoine Bourseiller, Théâtre du Gymnase de Marsella
- 1973 : Fedra, de Jean Racine, Théâtre du Gymnase de Marsella
- 1973 : Le Métro fantôme, de Amiri Baraka, Théâtre Récamier
- 1974 : La clemencia de Tito, de Mozart, Festival de Aix-en-Provence, Ópera de Marsella
- 1974 : Jean Harlow contre Billy the Kid, de Michael McClure, La Criée y Teatro de Niza
- 1975 : Dialogues avec Leuco, de Cesare Pavese, Comédie-Française en el Teatro del Odéon
- 1975 : El balcón , de Jean Genet, Théâtre du Gymnase de Marsella
- 1975 : Kennedy's Children, de Robert Patrick, Théâtre Récamier
- 1976 : La Tour, de Hugo von Hofmannsthal, Théâtre Récamier
- 1976 : Fedra, de Jean Racine, Théâtre Récamier
- 1977 : Jean Harlow contre Billy the Kid, de Michael McClure, Théâtre Récamier
- 1978 : Rimbaud, ou Le Fils du soleil, de Lorenzo Ferrero, Festival de Aviñón
- 1978 : Seis personajes en busca de autor, de Luigi Pirandello, Comédie-Française
- 1978 : Crénom, a partir de Charles Baudelaire y Eugène Ionesco, Théâtre d'Orsay
- 1979 : S.T., de Federico García Lorca, Théâtre Montparnasse
- 1980 : El barbero de Sevilla, de Gioacchino Rossini
- 1980 : Naïs, de Jean-Philippe Rameau, Ópera real de Versalles
- 1980 : Mireille, de Charles Gounod, Teatro antiguo (Arlés)
- 1980 : L'Échange, de Paul Claudel, Théâtre Marie Stuart
- 1982 : Carmen, de Georges Bizet
- 1982 : Wozzeck, de Alban Berg
- 1983 : Der Schauspieldirektor, de Mozart
- 1983 : Andalousie, de Francis Lopez, libreto de Raymond Vincy y Albert Willemetz
- 1984 : Boulevard solitude, de Hans Werner Henze, Ópera Nacional de Lorraine
- 1985 : La traviata, de Giuseppe Verdi, Ópera Nacional de Lorraine
- 1985 : La espera, de Arnold Schönberg, Ópera Nacional de Lorraine
- 1985 : La Cantate d'Octobre, a partir de Karl Marx, Friedrich Engels y Lenin, Ópera Nacional de Lorraine
- 1985 : La posada del Caballito Blanco, de Ralph Benatzky, libreto de Erik Charell, Ópera Nacional de Lorraine
- 1986 : Los cuentos de Hoffmann, de Jacques Offenbach, Théâtre Graslin
- 1987 : Donna abbandonata, Ópera Nacional de Lorraine
- 1987 : Wozzeck, de Alban Berg, Ópera Nacional del Rin
- 1987 : La viuda alegre, de Franz Lehár, Ópera Nacional de Lorraine
- 1988 : King Priam, de Michael Tippett, Ópera Nacional de Lorraine
- 1997 : La Tragédie de Carmen, a partir de Carmen, de Georges Bizet,
- 2000 : La Valse des adieux, de Louis Aragon, Théâtre des Célestins
- 2004 : Le Bagne, de Jean Genet, Teatro Nacional de Niza, Théâtre de l'Athénée en 2006
- 2005 : Don Carlos, de Giuseppe Verdi
- 2005 : El idiota, a partir de Fiódor Dostoyevski, Théâtre des Capucins y Teatro Nacional de Niza
- 2006 : Pas de prison pour le vent, de Alain Foix
- 2007 : Pas de prison pour le vent, de Alain Foix, Théâtre du Lucernaire
- 2007 : El idiota, a partir de Fiódor Dostoyevski, Théâtre Mouffetard
- 2007 : Hamlet/Lorenzaccio, a partir de William Shakespeare y Alfred de Musset, Festival de Aviñón Off, Teatro antiguo (Arlés)
- 2008 : Lorenzaccio, de Alfred de Musset, Théâtre de L'Oulle - Aviñón y gira en 2009 : Teatro Nacional de Niza
- 2009 : Corrida, de Denis Baronnet, Théâtre du Rond-Point
- 2009 : Figures de l'envol amoureux, de Ismaël Jude, Festival de Aviñón Off Théâtre Notre-Dame
- 2010 : Notre-Dame-des-Fleurs, de Jean Genet, Teatro Nacional de Niza

## Filmografía

### Director
- 1964 : Marie Soleil

### Actor
- 1957 : Le Jeu de la nuit, de Daniel Costelle
- 1958 : L'Opéra-Mouffe, de Agnès Varda
- 1961 : Les Amours célèbres, de Michel Boisrond
- 1962 : Les Culottes rouges, de Alex Joffé
- 1962 : Cleo de 5 a 7, de Agnès Varda
- 1964 : Aurélia, de Anne Dastrée
- 1966 : Masculin féminin, de Jean-Luc Godard
- 1966 : La guerre est finie, de Alain Resnais
- 1975 : Yo, Pierre Rivière, habiendo matado a mi madre, mi hermana y mi hermano..., de René Allio
- 1977 : A. Constant, de Christine Laurent
- 1979 : Joséphine ou la comédie des ambitions, de Robert Mazoyer
- 1980 : Un mauvais fils, de Claude Sautet
- 1981 : Clara et les Chics Types, de Jacques Monnet
- 1984 : Série noire : L'Ennemi public n° 2, de Edouard Niermans
- 1985 : Série noire : Pas de vieux os, de Gérard Mordillat
- 1988 : Trois places pour le 26, de Jacques Demy

## Galardones
- 1963 : Gran Premio de teatro del sindicato de la crítica por Dans la jungle des villes